# Cercle Athlétique Bastiais
Il Cercle Athlétique Bastiais, meglio noto come CA Bastia, è stata una società calcistica francese con sede a Bastia. 
Fondata nel 1920, ha ottenuto il suo miglior risultato disputando un campionato di Ligue 2, seconda divisione francese.
Nel 2017 si è fusa con il Football Club Borgo, costituendo il Football Club Bastia-Borgo.

## Storia

### Dal 1920 al 1945
Nel 1920, viene fondato a Bastia, il Cercle Athlétique Bastiais. La squadra inizia a giocare nella Dvision d'Honneur Corse. Nel 1923 il CA Bastia vince la Challenge d'encouragement de la 3 F.A. battendo l'Ajaccio. Dal 1923 al 1926 la squadra vince per quattro volte consecutive il campionato corso e ancora nel 1933. Negli anni quaranta con lo scoppio della Seconda Guerra Mondiale il Ca Bastia gioca solo alcune amichevoli. Le attività riprendono poi nel 1945.

### Dal 1945 al 2003
La squadra continua a disputare il campionato regionale corso e nel 1952 vince la sua prima Coppa di Corsica. Nel 1958 le squadre corse ottennero il diritto a disputare i campionati di calcio francesi, qualora avessero vinto la DH Corse. Negli anni successivi il CAB vinse più volte il proprio campionato e la coppa ed infine nel 1978 in virtù di un altro primo posto ottenne la promozione in Division 4. La squadra riesce a insediarsi stabilmente nella Division 4. Nel 1986 avvenne la fusione con il Gallia Lucciana, squadra della vicina città di Lucciana ove venne spostata la sede. La nuova società assunse dunque il nome di Cercle Atlétique Bastiais Gallia Lucciana. Nel 1987 il CABGL retrocesso in Division d'Honneur Corse ma l'anno successivo avviene il ritorno nella Division 4 dopo aver vinto il campionato. Negli anni successivi il club oscilla tra il DH Corse e la Division 4. Nel 1997 arriva la prima promozione nel Championnat de France amateur 2. Nel 2003 il Gallia Lucciana ritorna ad essere un club autonomo e la società ritorna a Bastia riassumendo la vecchia denominazione.

### Dal 2003 al 2017
Il CA Bastia rimane per diversi anni nel CFA 2 e nel 2006 viene promosso nel Championnat de France amateur dopo aver vinto il CFA 2. Dopo alcuni campionati di bassa classifica arriva un terzo posto nel 2010-2011 e nel campionato 2011-2012 arriva la vittoria del girone e panconseguente promozione nel Championnat National, terza divisione del campionato francese di calcio. La stagione 2012-2013 si conclude con in terzo posto e la promozione in Ligue 2. Nel 2013-2014, la prima stagione professionistica per la squadra corsa si conclude con il ventesimo ed ultimo posto e la retrocessione. Nel torneo 2014-2015 il Ca Bastia conserva lo status professionistico e a fine stagione retrocede nuovamente dopo aver concluso il campionato al quindicesimo posto. In seguito avviene il ripescaggio a causa della mancata iscrizione del Vendée Poiré-sur-Vie. Nel 2015-2016 il club conquista la salvezza e nel 2016-2017 dopo aver perso lo status professionistico retrocede nel National 2. A fine stagione si fonde con il Borgo Football Club per dare vita al Football Club Bastia-Borgo.

## Colori e simboli

### Colori
Il colore sociale del club era il nero, che era anche la tinta di cui si componeva la divisa di casa della squadra. Altro colore usato è stato il bianco di cui si componeva invece la divisa di trasferta.

### Simboli ufficiali
Il simbolo del CA Bastia come quello della Corsica è stato la testa di moro. Altro simbolo era la torre che rappresentava la città di Bastia.

#### Stemma
Lo stemma storico del CA Bastia è rimasto quasi sempre lo stesso, fatta eccezione per il periodo 1986-2003. Esso era uno scudo costituito da tre strisce verticali: le più esterne erano nere mentre quella centrale bianca all'interno di ognuna c'era una lettera che insieme formavano la sigla C.A.B. Al centro era raffigurata la testa di un moro, sotto a quest'ultima una torre e ancor più giù l'anno di fondazione 1920. Durante il periodo della fusione con il Gallia Lucciana lo stemma era bianco con all'interno la testa di un moro e sopra a questa la scritta CABGL.

## Strutture

### Stadio
Dal 1920, anno della sua fondazione fino al 1986 quando si fuse con il Gallia Lucciana il Ca Bastia ha giocato le proprie partite interne principalmente in due strutture, lo stadio Erbajolo e lo stadio de l'Arinella, costruito negli anni '30 e che si trovava a sud della città. Dopo la fusione con il Lucciana la squadra disputò i propri incontri casalinghi allo stadio Poretta, capace di ospitare 2000 persone. Quest'impianto verrà lasciato dalla squadra nel 2003, dopo la scissione delle due squadre. Successivamente i bastiesi giocano i loro incontri allo stadio Bastio di Furiani, con una capacità di 2000 posti. Il campo verrà 
lasciato nel 2007.
Nello stesso anno il CAB fa ritorno all'Erbajolo che è stato ristrutturato. Il rinnovamento prevede un campo in erba sintetica e la costruzione di una nuova tribuna con una capienza di 1300 posti. In seguito alla promozione nel CFA 2 è stata aggiunta una nuova tribuna in tubolari con 700 posti a sedere, portando così la capienza dello stadio a 2000 posti.
Dopo la vittoria del CFA nel 2012 la comunità urbana di Bastia ha fatto dei lavori per permettere lo svolgimento delle partite all'Erbajolo per il Championnat National. È stato montato un tabellone segna punti, migliorato l'impianto d'illuminazione, è stata creata una sala antidoping, un'infermeria e una sala stampa.
A seguito della promozione in Ligue 2, nella stagione 2013-2014, data l'inadeguatezza dello stadio Erbajolo, il CA Bastia ha giocato le partite di casa allo stadio Armand Cesari di 17 000 posti, che già ospita lo SC Bastia. All'inizio del campionato 2014-2015 la squadra disputa ancora le proprie partite al Furiani per poi ritornare all'Erbajolo a novembre 2014.

### Centro di allenamento
Il CA Bastia si allenava allo stadio Erbajolo.

## Società

### Sponsor
| Cronologia degli sponsor tecnici - ?-2014 Erreà - 2014-2017 Macron | Cronologia degli sponsor ufficiali - anni '70 Renault Doria - anni '80 Alpha Cuisine, Venoasi, Citroën, Hertz - anni '90 Hertz - 1998-? Géant Casino - ?-2007 ... - 2007-? Géant Casino - 2010-2012 Oscaro - 2012-2013 Oscaro, Corsica, E.Leclerc, Corsicatours, Air Corsica, - 2013-2014 Oscaro, Corsica, Sitec, Tec, De Petriccioni, Corsicatours - 2014-2017 Corsica, Alta Corsica, Thalassa Hôtel, E.Leclerc, Air&Si Bastia, Sitec, De Petriconi, Société nationale maritime Corse Méditerranée, Air Corsica, Europcar, Géant Casino, Leroy Merlin, Groupe Caisse d'épargne, Total, BMW. |

### Settore giovanile
Nel 2015 il CA Bastia aveva dieci squadre giovanili che partecipavano a competizioni ufficiali. La squadra delle riserve partecipava alla Coppa di Corsica e alla Promotion d'Honneur A. Con circa 400 membri nel 2013, il club contava diverse squadre junior, per i giovani con meno di sette anni e per quelli con meno di diciannove anni. Nel proprio palmarès le giovanili annoverano la vittoria della Promotion d'Honneur A nel 2008 e ha vinto la Challeng Alex Stra nel 2005 nel 2006 e nel 2008.

## Allenatori e presidenti
| Allenatori - 1920-anni '50 ... - anni '50 Demuth - anni '50-anni '60 ... - anni '60 Palmesani - anni '60-anni '90 ... - anni '90 Antoine Redin - 1992-1995 Jules Accorsi - 1995-2000 ... - 2000-2015 Stéphan Rossi - 2015-2016 Christian Bracconi Stéphane Rossi - 2016-2017 Stéphane Rossi | Allenatori - 1920-anni '30 ... - anni '30 Silvestri - anni '30-anni '50 ... - anni '50 P. Maurel - anni '50-anni'80 ... - anni '80 Jean-Fraçois Filippi - anni '80-anni 2000 ... - anni 2000 Joseph Franceschini - 2004-2017 Antoine Emmanuelli |

## Calciatori

### Capitani
- Sébastien Lombard (?-2015)
- Jean-Daniel Padovani (2015-2016)
- ... (2016-2017)

## Palmarès

### Competizioni interregionali
- Championnat de France amateur: 1

2011-2012 (girone A)
- Championnat de France amateur 2: 1

2005-2006 (girone E)

### Competizioni regionali
- Division d'Honneur: 11

1922-1923, 1923-1924, 1924-1925, 1925-1926, 1932-1933, 1971-1972, 1974-1975, 1976-1977, 1988-1989, 1997-1998, 2000-2001
- Coppa di Corsica: 8

1951-1952, 1972-1973, 1975-1976, 1989-1990, 1998-1999, 2002-2003, 2007-2008, 2008-2009
- Trofeo di Campione - Regione Corsica: 1

2009

## Statistiche e record

### Partecipazione ai campionati

#### Campionati nazionali
| Livello | Categoria                       | Partecipazioni | Debutto   | Ultima stagione | Totale |
| ------- | ------------------------------- | -------------- | --------- | --------------- | ------ |
| 2º      | Ligue 2                         | 1              | 2013-2014 | 2013-2014       | 1      |
| 3º      | Championnat National            | 4              | 2012-2013 | 2016-2017       | 4      |
| 4º      | Championnat de France amateur   | 6              | 2006-2007 | 2011-2012       | 20     |
| 4º      | Division 4                      | 14             | 1978-1979 | 1992-1993       | 20     |
| 5º      | Championnat de France amateur 2 | 8              | 1997-1998 | 2005-2006       | 8      |

#### Campionati regionali
| Livello | Categoria                | Partecipazioni | Debutto   | Ultima stagione | Totale |
| ------- | ------------------------ | -------------- | --------- | --------------- | ------ |
| I       | Division d'Honneur Corse | 62             | 1920-1921 | 2000-2001       | 62     |

### Partecipazione alle coppe
| Competizione      | Partecipazioni | Debutto   | Ultima stagione | Totale |
| ----------------- | -------------- | --------- | --------------- | ------ |
| Coppa di Francia  | 3              | 2012-2013 | 2016-2017       | 3      |
| Coupe de la Ligue | 3              | 2013-2014 | 2015-2016       | 3      |

### Statistiche individuali
| Record di presenze - 207 Sébastien Lombard (2009-2015) - 172 Michel Moretti (2009-2015) - 146 Rémy Arnoux (2004-2014) - 145 Jean-François Grimaldi (2010-2017) - 123 Romain Pastorelli (2010-2014) | Record di reti - 69 Romain Pastorelli (2010-2014) - 29 Rémy Arnoux (2004-2014) - 24 Kassi Ouédraogo (2005-2007) - 22 Christophe Soliveres (2003-2008) - 22 Madimoussa Traoré (2011-2015, 2015-2017) |